# Baf Ülkü Yurdu SK
Maillots
Le Baf Ülkü Yurdu Spor Kulübü, plus couramment abrégé en Baf Ülkü Yurdu SK, est un club de football de Chypre du Nord fondé en 1947 et basé dans la ville de Morphou. 

## Palmarès
| \| - Championnat de Chypre du Nord (4) : - Champion : 1986-87, 1987-88, 1988-89 et 1989-90 - Supercoupe de Chypre du Nord (3) : - Vainqueur : 1986-87, 1987-88 et 1988-89 \| \| - Coupe du Dr Fazıl Küçük (2) : - Vainqueur : 1988-89 et 1990-91 \| |  |                                                                  |
| - Championnat de Chypre du Nord (4) : - Champion : 1986-87, 1987-88, 1988-89 et 1989-90 - Supercoupe de Chypre du Nord (3) : - Vainqueur : 1986-87, 1987-88 et 1988-89                                                                              |  | - Coupe du Dr Fazıl Küçük (2) : - Vainqueur : 1988-89 et 1990-91 |

## Personnalités du club

### Présidents du club
- Ahmet Ertay
- Mustafa Başarı

### Entraîneurs du club
- Kemal Yürekli
- Derviş Kolcu